# 鯖江市惜陰小学校
鯖江市惜陰小学校（さばえし せきいんしょうがっこう）は、福井県鯖江市日の出町にある公立小学校。

## 概要
惜陰の由来は、「時の過ぎゆくことを惜しみ努力する」より。

## 沿革

### 経緯
学制頒布により鯖江、上鯖江、西鯖江、長泉寺、五郎丸、定次の組合小学校を設置することとなった。校名は鯖江藩、江戸藩校名をとって惜陰小学校としている。

### 年表
- 1872年 - 学制頒布により、惜陰小学校を設立。
- 1872年 - 中小路進徳舎に惜陰小学校を創開。
- 1877年 - 校舎を中小路に新築。
- 1900年 - 小学校を現在地に定め、新築工事に着手。
- 1925年 - 鯖江町、舟津村学校組合を設立し、惜陰尋常高等小学校にする。
- 1928年 - 鯖江女子師範学校代用付属小学校となる。
- 1935年 - 校歌を制定。
- 1955年 - 鉄筋講堂体育館が完成。
- 1961年 - 全館建築を完了。
- 1985年 - 惜陰小学校分割期成同盟会が設立。
- 1988年 - 惜陰小学校が「惜陰」「進徳」小学校に分割。
- 1989年 - 改築工事を開始。
- 1991年 - 全校舎が完成。
- 2006年 - 緊急連絡メール運用を開始。

## 教育方針
学ぶ心を持ち、誠実に実践できる、心身共にたくましい子の育成

## 通学区域
- 鯖江市町村区
  - 旭町一丁目、二丁目
  - 上鯖江一丁目、二丁目
  - 住吉町一丁目、二丁目、三丁目
  - 日の出町
  - 深江町
  - 舟津町一丁目、二丁目、三丁目、四丁目、五丁目
  - 本町一丁目、二丁目
  - 宮前町一丁目、二丁目
  - 屋形町
  - 柳町一丁目、三丁目
  - 横江町一丁目、二丁目[2]

## 進学先中学校
- 鯖江市鯖江中学校[2]

## 学区／校区内の主な施設
- 鯖江駅
- 福井県立鯖江高等学校

## 交通
- JR鯖江駅より徒歩5分